# Dekanat Wojsk Specjalnych
Dekanat Wojsk Specjalnych – jeden z 9 dekanatów Ordynariatu Polowego Wojska Polskiego. Siedzibą dekanatu jest Kraków.

## Parafie
W skład dekanatu wchodzi 5 parafii:
- Parafia wojskowa Bożego Miłosierdzia – Bielsko-Biała
- Parafia wojskowa św. Barbary – Gliwice
- Parafia cywilno-wojskowa Najświętszej Maryi Panny Królowej Polski – Kielce
- Parafia wojskowa św. Agnieszki – Kraków
- Parafia wojskowa bł. Piotra Jerzego Frassati – Lubliniec